# 小杉まさみ
小杉 まさみ（こすぎ まさみ、1993年2月6日 - ）は、東京都出身のグラビアアイドル。

## 略歴
2007年1月、芸能人女子フットサルチーム「chakuchaku J.b」に入団。チーム最年少選手で背番号は「6」。
実質上のデビュー戦となった、2007年2月26日に駒沢体育館で行われた、『恋するフットサル』（フジテレビ）公開収録『恋サルプレシーズンマッチ』の対Team Good（現・ZENT sweeties）戦では、chakuchakuの取った3点のうち2点を一人で決める活躍ぶりを見せた。
同年6月で学業専念のため活動を停止していたが、進路先が決まった2008年3月15日に川崎市体育館で行われた「2008メルシートゥフェスタ開幕戦」より復帰した。
しかしながら、同年12月7日付で退団。

## 人物
- 中学ではバレーボール部に所属。